# Syntomopus incurvus
Syntomopus incurvus är en stekelart som beskrevs av Walker 1833. Syntomopus incurvus ingår i släktet Syntomopus och familjen puppglanssteklar. Arten är reproducerande i Sverige. Inga underarter finns listade i Catalogue of Life.